# ایکومی هیساماتسو
ایکومی هیساماتسو (انگلیسی: Ikumi Hisamatsu؛ زادهٔ ۱۸ فوریهٔ ۱۹۹۶) شخصیت‌های تلویزیونی در ژاپن، بازیگر، و مدل (شخص) اهل ژاپن است.